# Femme perdue
Ne doit pas être confondu avec La Femme perdue.
Pour plus de détails, voir Fiche technique et Distribution.
Femme perdue (女房紛失, Nyōbō funshitsu) est un film japonais muet réalisé par Yasujirō Ozu et sorti en 1928. 
Le film et son scénario sont considérés comme perdus.

## Synopsis
Comédie légère sur les aléas du mariage, d'après un roman feuilleton publié dans une revue et lauréat d'un prix.

## Fiche technique
- Titre original : 女房紛失 (Nyōbō funshitsu?)[2]
- Titre français : Femme perdue
- Réalisation : Yasujirō Ozu
- Scénario : Momosuke Yoshida
- Photographie : Hideo Shigehara
- Société de production : Shōchiku
- Pays d'origine :  Empire du Japon
- Format : noir et blanc — 1,33:1 — 35 mm — muet
- Genre : comédie
- Durée : 55 minutes[2] (métrage : cinq bobines - 1 502 m[3])
- Date de sortie :
  - Empire du Japon : 15 juin 1928[3]

## Distribution
- Tatsuo Saitō : Jōji
- Fumiko Okamura : Yumiko
- Sōichi Kunijima (ja) : Yoshiaki, le détective
- Shichirō Kanno (ja) : le voleur
- Takeshi Sakamoto : l'oncle
- Tokio Seki (ja) : l'assistant de Yoshiaki
- Junko Matsui (ja) : Yōko, la femme de Jōji
- Shigeru Ogura
- Chishū Ryū